# クレイトン・ゼイン
クレイトン・ゼイン（Clayton Zane, 1977年7月12日 - ）はオーストラリア出身の元同国代表サッカー選手、指導者。

## 来歴

### クラブ
初めての海外移籍先となったノルウェー・エリテセリエンのモルデFKではまだ未知数の選手で、結果は14試合無得点に終わってしまった。失敗と見なされたゼインはリールストロムSKに売却された。リールストロムでは1年目に17ゴールを記録してリーグ得点王に輝いた。2002年にはベルギー・RSCアンデルレヒトに移籍した。

### 代表
2000年6月のクック諸島戦ではハットトリックを達成した。2001年のコンフェデレーションズカップでは、グループリーグ・フランス戦でゴールを決めて1-0で勝利、この大会で優勝したフランスに唯一勝利したチームとなった。

### 指導者
2011年8月9日、ニューカッスル・ジェッツのWリーグ（女子リーグ）チームの監督に就任した。2012年6月8日、ユースチームの監督に就任。

## タイトル
- エリテセリエン得点王 2001
- Kniksen Award 年間最優秀ストライカー賞 2001